# Klappa lilla magen
Klappa lilla magen är en sånglek där deltagarna klappar olika kroppsdelar.

## Text
Klappa lilla magen, lilla magen 

Klappa lilla magen och örat med. 

Näsan ska vi dra - um, um, um-um-um 

Munnen spelar bra - blu-blu-blu-blu-blu 

Antar att det finns fler versioner, här kommer en annan:
Klappa lilla magen, lilla magen 

Klappa lilla magen, kinden med. 

Näsan klappen få, hakan likaså 

Munnen spelar på - blu-blu-blu 

En version till:
"Klappa lilla magen, lilla magen

Klappa lilla magen, kinden med

Örat klappen få, näsan lika så

Munnen spelar på - blu-blu-blu"

Eller:
Klappa lilla magen, magen, magen 

Klappa lilla magen, kinden med. 

Näsan ska vi dra - upp, upp, varje dag, 

Spela på läpparna - brumm-brumm-brumm 

Först görs sången på sig själv och därefter på närmsta grannen och sedan på de två närmsta grannarna....